# Ophthalmolabus goudotii goudotii
Ophthalmolabus goudotii goudotii es una subespecie de coleóptero de la familia Attelabidae.

## Distribución geográfica
Habita en Madagascar.